# کالامبای اتپا
کالامبای اتپا (انگلیسی: Kalambay Otepa؛ زادهٔ ۱۲ نوامبر ۱۹۴۸) بازیکن فوتبال اهل جمهوری دموکراتیک کنگو بود.
از باشگاه‌هایی که در آن بازی کرده‌است می‌توان به باشگاه فوتبال تی‌پی مازمبه اشاره کرد.
وی همچنین در تیم ملی فوتبال زئیر بازی کرده‌است.